# Israel Juniors
Das Israel Juniors (auch Israel Junior International Badminton Championships genannt) ist im Badminton die offene internationale Meisterschaft von Israel für Junioren und damit das bedeutendste internationale Juniorenturnier in Israel. Es wurde erstmals 2010 ausgetragen. Es werden Wettkämpfe in den Altersklassen U11, U13, U15, U17 und U19 ausgetragen, wovon jedoch nur die Ergebnisse der U19-Junioren in die Junioren-Weltrangliste einfließen. Austragungsort der bisherigen Veranstaltungen war jeweils Rischon LeZion. 2024 waren die Angriffe auf Israel für den Ausfall der Veranstaltung verantwortlich.

## Die Sieger der Junioren
| Saison    | Herreneinzel               | Dameneinzel        | Herrendoppel                                    | Damendoppel                           | Mixed                                    |
| --------- | -------------------------- | ------------------ | ----------------------------------------------- | ------------------------------------- | ---------------------------------------- |
| 2010      | keine Daten                | keine Daten        | keine Daten                                     | keine Daten                           | keine Daten                              |
| 2011      | Artem Pochtarev            | Isabella Nielsen   | Dmytro Karpenko Gennadiy Natarov                | Olga Morozova Natalia Rogova          | Alexandr Zinchenko Olga Morozova         |
| 2012      | Itay Elazar                | Alina Pugach       | Ziv Nadil Itay Elazar                           | Zuzana Jeřichová Veronika Koldová     | Ariel Shainski Alina Pugach              |
| 2013      | Daniel Chislov             | Anastasia Ronzhina | Ziv Nadil Itay Elazar                           | Ksenia Evgenova Anastasia Ronzhina    | Itay Elazar Ksenia Evgenova              |
| 2014      | Ruslan Sarsekenov          | Anastasia Ronzhina | Martin Cerkovnik Andraž Krapež                  | Cheryl Seinen Imke van der Aar        | Alex Vlaar Cheryl Seinen                 |
| 2015      | Collins Valentine Filimon  | Dana Kugel         | Daniel Bedrack Yonathan Levit                   | Silvia Garino Lisa Iversen            | Fabio Caponio Giulia Fiorito             |
| 2016      | Lukáš Zevl                 | Ana Marija Šetina  | Ariel Shainski Yonathan Levit                   | Irina Shorokhova Kristina Vyrvich     | Ariel Shainski Krestina Silich           |
| 2017      | Dmitriy Panarin            | Purva Barve        | Dmitrii Fedorov Radomir Onuchin                 | Maria Duțu Ioana Grecea               | Ilya Venediktov Yulia Vasilyeva          |
| 2018      | Dennis Koppen              | Purva Barve        | Szymon Stokfisz Wiktor Trecki                   | Maria Delcheva Petra Polanc           | Dmitriy Panarin Anastasiia Pustinskaia   |
| 2019      | Luka Ban                   | Maria Duțu         | Antonis Adamou Orestis Pissis                   | Emilie Faaborg Signe Hersleb Ghodt    | Rotem Mogilner Emilie Faaborg            |
| 2020 2021 | nicht ausgetragen          | nicht ausgetragen  | nicht ausgetragen                               | nicht ausgetragen                     | nicht ausgetragen                        |
| 2022      | David Smutný               | Anwesha Gowda      | Daniel Dvořák Jan Rázl                          | Elisaveta Berik Emili Pärsim          | Jan Rázl Petra Maixnerová                |
| 2023      | Patcharakit Apiratchataset | Ratnacha Sompoch   | Patcharakit Apiratchataset Eakanath Kitkawinroj | Kodchaporn Chaichana Pannawee Polyiam | Panya Phutthiphraisakul Pannawee Polyiam |
| 2024 2025 | abgesagt                   | abgesagt           | abgesagt                                        | abgesagt                              | abgesagt                                 |